# Карпен (комуна)
Карпен (рум. Carpen) — комуна у повіті Долж в Румунії. До складу комуни входять такі села (дані про населення за 2002 рік):
- Джеблешть (158 осіб)
- Карпен (1071 особа)
- Клянов (1648 осіб)

Комуна розташована на відстані 225 км на захід від Бухареста, 44 км на захід від Крайови.

## Населення
За даними перепису населення 2002 року у комуні проживали 2877 осіб.
Національний склад населення комуни:
| Національність | Кількість осіб | Відсоток |
| -------------- | -------------- | -------- |
| румуни         | 2873           | 99,9%    |
| цигани         | 4              | 0,1%     |

Рідною мовою назвали:
| Мова      | Кількість осіб | Відсоток |
| --------- | -------------- | -------- |
| румунська | 2873           | 99,9%    |
| циганська | 4              | 0,1%     |

Склад населення комуни за віросповіданням:
| Релігія       | Кількість осіб | Відсоток |
| ------------- | -------------- | -------- |
| православні   | 2862           | 99,5%    |
| п'ятдесятники | 12             | 0,4%     |
| реформати     | 1              | < 0,1%   |
| баптисти      | 1              | < 0,1%   |